# Wu Minxia
Wu Minxia   (Shanghai, 10 de novembre de 1985) és una saltadora de trampolí de la República Popular de la Xina. Formà parella de manera habitual amb la gran campiona Guo Jingjing, amb qui ha estat dues vegades campiona olímpica i quatre mundials de trampolí sincronitzat, i posteriorment amb He Zi i Shi Tingao. En total, Wu ha estat campiona olímpica en quatre ocasions i mundial en set.

## Biografia
El primer èxit de la parella formada per Wu i Guo va arribar en el Campionat del Món de Fukuoka en 2001, on van proclamar-se campiones del trampolí sincronitzat des de 3 metres d'alçada. La parella reedità el triomf a la mateixa prova els anys següents als Jocs Asiàtics de Busan 2002, el Mundial de Barcelona 2003, els Jocs d'Atenes 2004, el Mundial de Melbourne 2007, els Jocs de Beijing 2008 i el Mundial de Roma 2009. La parella tan sols es va trencar per als Mundials de Mont-real 2005, on Guo va competir juntament amb Li Ting. En aquesta etapa Wu va competir individualment a cavall entre el trampolí d'1 i 3 metres, quedant sempre eclipsada en la segona per la seva companya Guo. El bagatge de Wu en trampolí individual en aquesta etapa fou de sis medalles de plata i dos bronzes en set cites olímpiques i mundials, participant tan sols en dues proves al mateix temps precisament als Campionats del Món de Mont-real.
Després de la retirada de Guo el 2009, Wu va quedar com la saltadora més important de la delegació xinesa. Amb la seva nova parella He Zie fou campiona mundial a la seva ciutat natal en 2011 i olímpica a Londres 2012. A més a més, va obtindre els seus primers triomfs en categoria individual, concretament en trampolí de 3 metres, en ambdues cites. Al Mundial de Barcelona 2013 va aconseguir la seva sisena victòria consecutiva al trampolí sincronitzat amb una nova companya: Shi Tingmao. Wu va deixar de participar en les competicions individuals, cedint la seva plaça a Wang Ha, curiosament antiga parella de Shi.